# (157693) Amandamarty
(157693) Amandamarty est un astéroïde de la ceinture principale.

## Description
(157693) Amandamarty est un astéroïde de la ceinture principale. Il fut découvert le 2 janvier 2006 à Mayhill par Andrew Lowe. Il présente une orbite caractérisée par un demi-grand axe de 2,71 UA, une excentricité de 0,14 et une inclinaison de 7,6° par rapport à l'écliptique.